# لینا هارپر
لینا هارپر (انگلیسی: Linnae Harper؛ زادهٔ ۳۱ ژانویهٔ ۱۹۹۵) بازیکن بسکتبال اهل ایالات متحده آمریکا است.
وی در مسابقات کشوری و بین‌المللی در مجموع برندهٔ ۳ مدال طلا، ۱ مدال نقره، ۱ مدال برنز شده‌است.